# 關塔那摩灣海軍基地

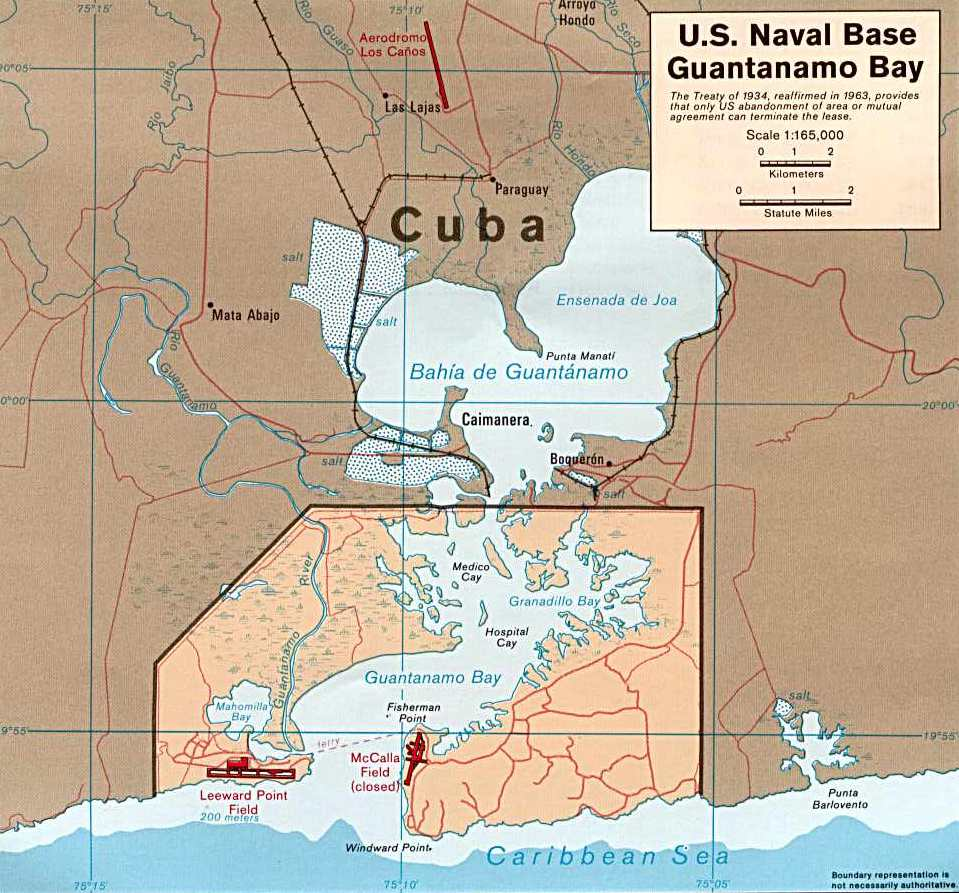
關塔那摩灣地圖，圖中顯示了美國海軍基地的大致邊界

19°54′N 75°9′W / 19.900°N 75.150°W
關塔那摩灣海軍基地（西班牙語：Base Naval de la Bahía de Guantánamo）是一個美國軍事基地和拘留營，位於古巴東南端的關塔那摩灣，面積合共120平方公里，駐紮了超過8,500名美國水手和海軍陸戰隊，美國於1903年起租用此地作煤炭站和海軍基地。美國和古巴簽訂的第一張租約有效至1934年，其間美國每年向古巴缴付等值2000美元的黃金作為租金；在1974年後，年租升至4,085美元。
關塔那摩灣海軍基地是美國最古老的海外基地，也是美國唯一一個設在共产主义国家的軍事基地。自1959年古巴革命以來，古巴政府一直抗議美國佔據關塔那摩灣，稱美國的行為根據國際法是非法的，並聲稱該基地是以武力強行奪走的。
關塔那摩灣海軍基地在2002年增建了一個軍事監獄，即关塔那摩湾拘押中心，用於監禁在反恐戰爭期間於阿富汗，伊拉克和其他地方被捕的非法交戰人員。此拘押中心因不時傳出虐囚事件以及拒絕根據日內瓦公約對囚犯保護而多次在國際上受到譴責。

## 歷史

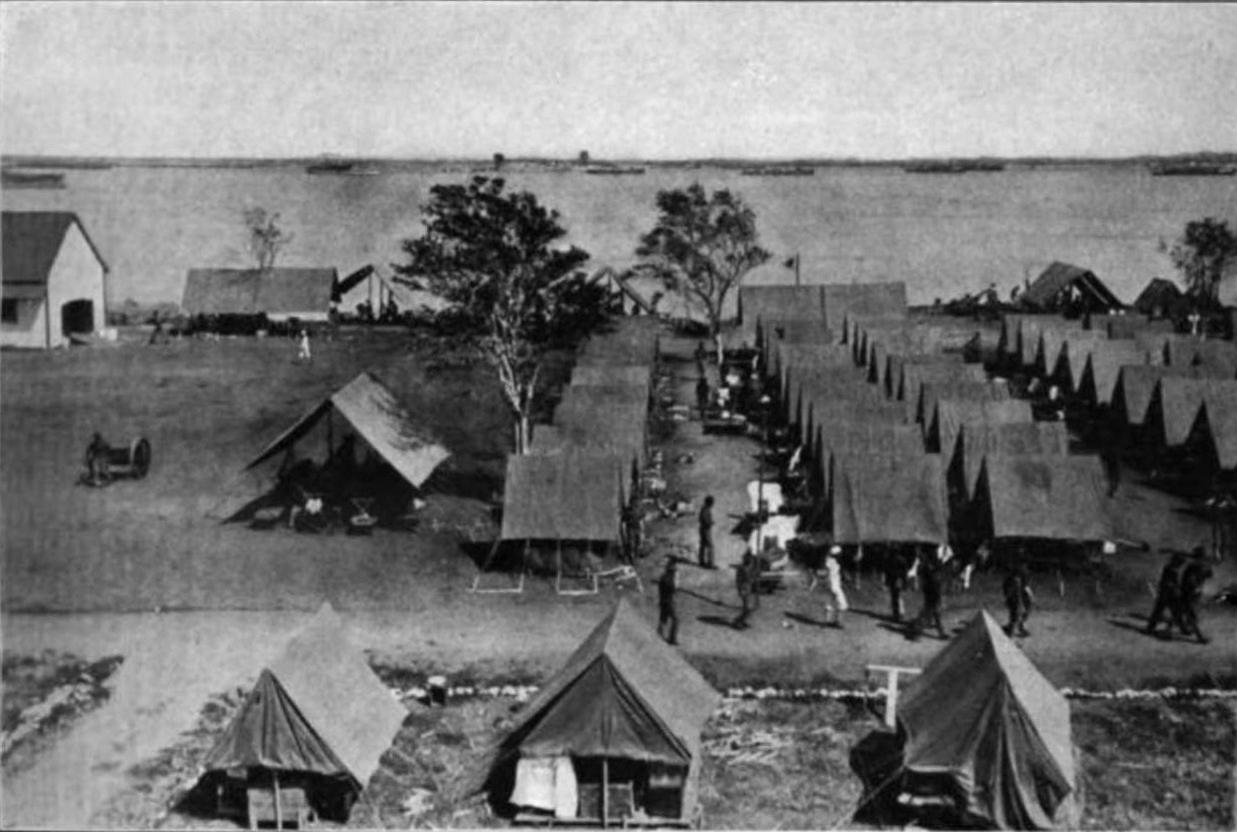
1916年的基地

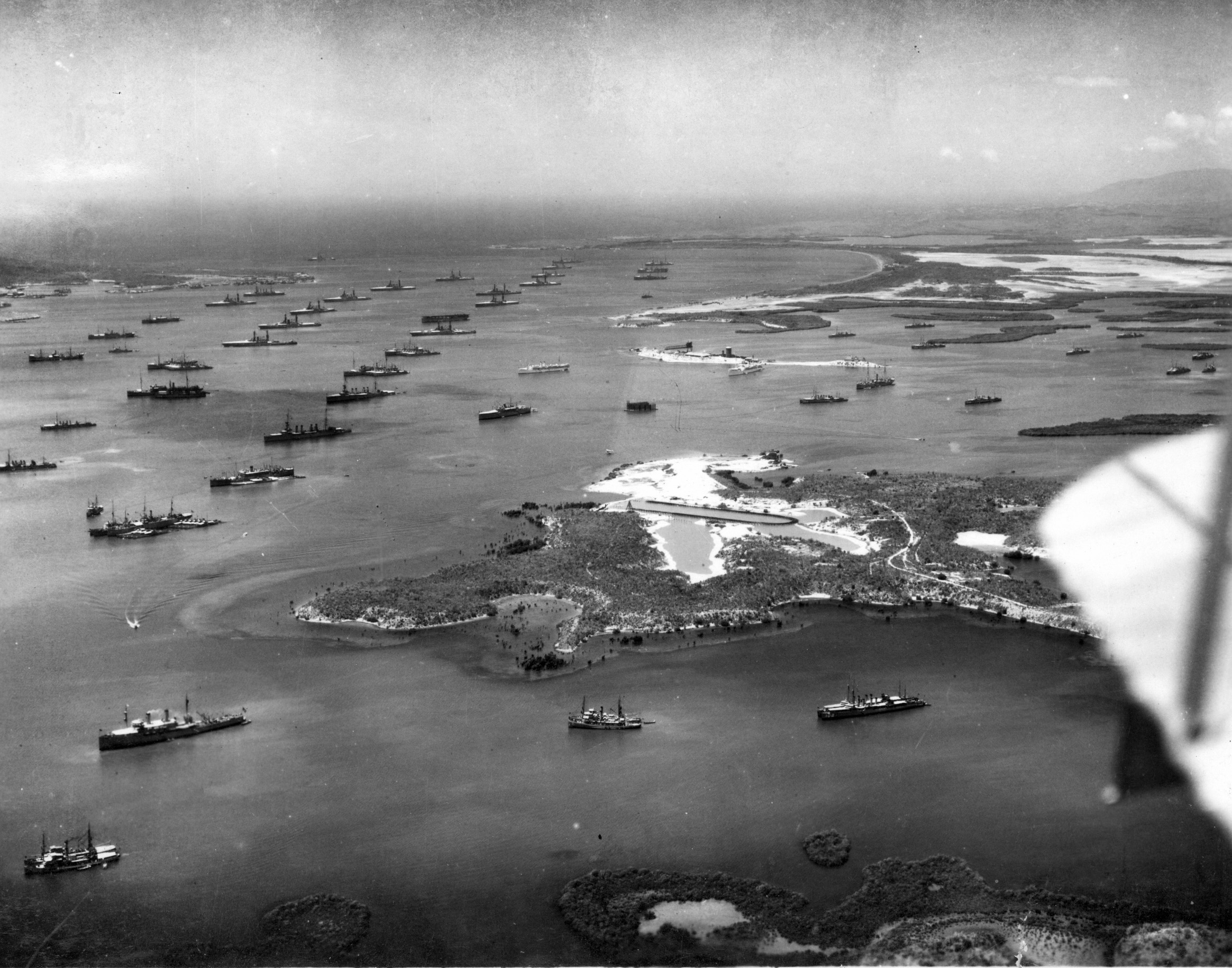
美國艦隊在基地停泊，攝于1927年

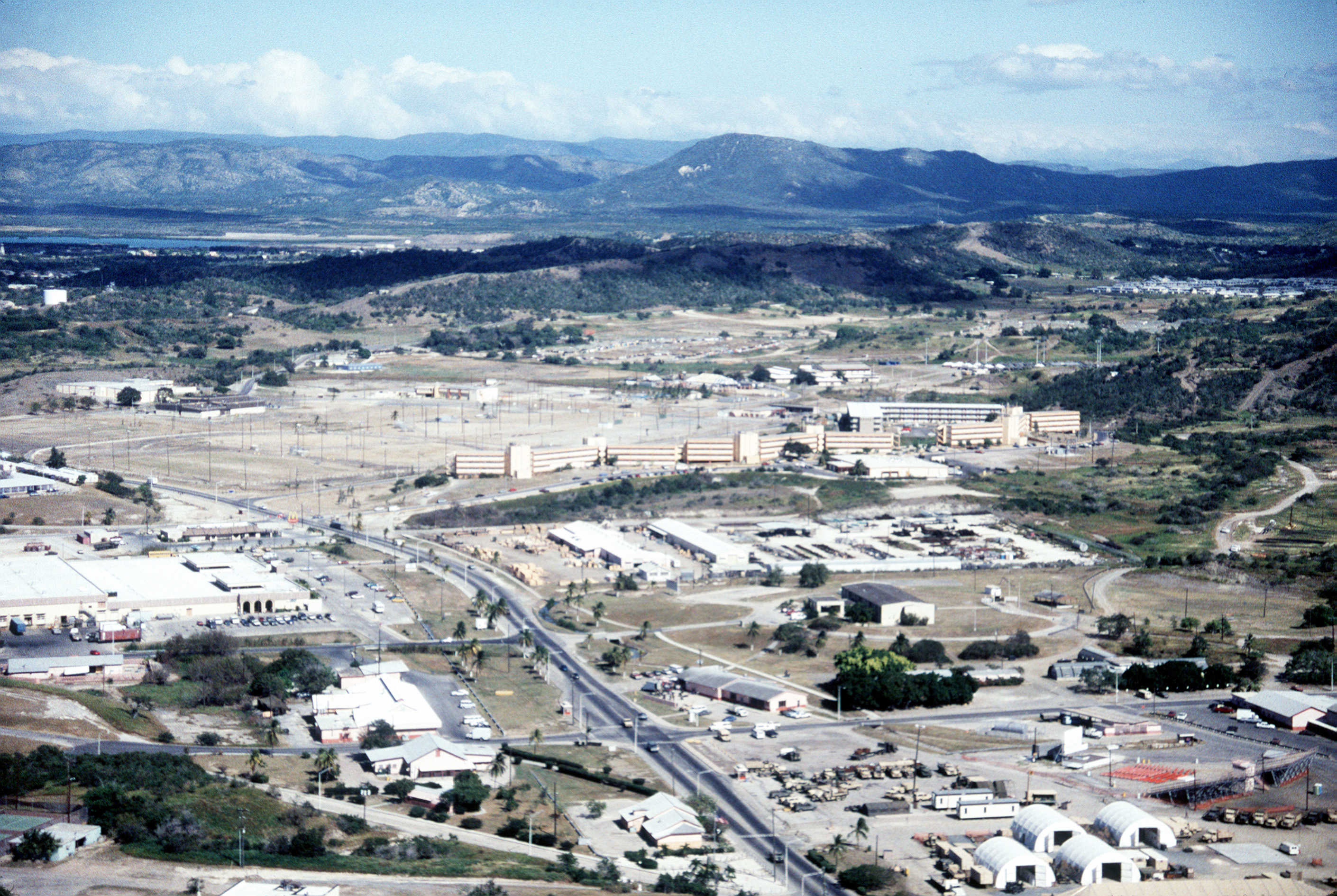
海軍基地鳥瞰圖，左邊是海軍販賣部和麥當勞，右邊是室外電影院，攝于1995年

### 西班牙殖民時代
關塔那摩灣周邊地區最初是泰诺族居住的地方。1494年4月30日，克里斯托弗·哥伦布在他的第二次航行抵達海灣並過夜。哥倫佈命名海灣為格蘭德港（英語：Puerto Grande），而他著陸的地方現在稱為漁夫角（英語：Fisherman's Point）。在詹金斯的耳朵戰爭期間，海灣及其周圍地區受到英國的控制。在英國占領之前，該海灣被稱為沃爾瑟納姆港（英語：Walthenham Harbor）。英國將其更名為坎伯蘭灣。後來英國人在嘗試前往古巴聖地亞哥但失敗告終之後從該地區撤退。

### 美西戰爭期間的關塔那摩灣
在美西戰爭期間，攻擊聖地亞哥的美國艦隊在1898年的颶風季節確保了關塔那摩的港口得到保護。美国海军陆战队在海軍的輔助下在關塔那摩灣登陸，並聯合古巴部隊將守衛的西班牙軍隊擊潰。戰爭以1898年的《巴黎條約》結束，西班牙正式放棄了對古巴的控制。儘管戰爭已經結束，但美國在該島上仍保持著強大的軍事影響力。在1901年，美國政府通過了《普拉特修正案》。該修正案的第七節如下：
為了能使美國保持古巴的獨立，並保護其人民，以及出於自己國防需求，古巴政府將出售或租借給美國所需的煤或建立海軍基地的某些特定地點。
在起初受到制憲會議的抵制之後，《普拉特修正案》於1901年正式納入古巴共和國之《1901年古巴憲法》中。憲法於1902年生效，並於次年向美國授予了現為關塔那摩灣海軍基地的土地。

### 租借
1903年的租賃協議分兩部分執行。第一部分於2月簽署，包括以下規定：
1. 協議–這是美國與古巴之間根據《普拉特修正案》第七條租用的海軍基地財產。
2. 第1條-描述了要出租的區域，關塔那摩灣和巴伊亞本田的邊界。
3. 第2條–美國祇能佔領，使用和修改其屬性，以使其滿足聯合和海軍基地的需要。古巴貿易中的船隻應自由通行。
4. 第3條-古巴保留最終主權，但在佔領期間，美國對第1條所述地區擁有唯一管轄權。在達成協議的條件下，美國有權通過購買或占有上述任何土地。

第二部分後於1903年7月簽署，包括以下規定：
1. 第1條–年租是2000美元金幣。邊界內的所有私有土地由古巴持有。美國將向古巴預付租金以方便交易。
2. 第2條-美國應支付對場地的勘測費用，並用圍欄標出邊界。
3. 第3條–租賃區內不得有商業或其他企業。
4. 第4條－相互引渡
5. 第5條－不是入境口岸。
6. 第6條－船舶應服從古巴港口警察。美國不會阻礙進入或離開海灣。
7. 第7條–該提案開放七個月。

西奧多·羅斯福和何塞·加西亞·蒙特斯簽名。
在1903年關塔那摩的租約沒有固定的到期日期。
1934年，美國根據《黃金儲備法》單方面將付款方式從金幣改為美元。根據當時的黃金價格，租賃金額定為3,386.25美元。1973年，美國根據黃金價格的進一步上漲，將租賃金額調整為3,676.50美元，1974年調整為4,085美元。付款每年發送一次，但是自從古巴革命以來古巴僅接受了一筆租賃付款，而據菲德爾·卡斯特羅聲稱，這張支票是於1959年因混亂而存入的。從那時起，古巴政府就沒有再存入任何其他租賃支票。

### 第二次世界大战
在第二次世界大戰期間，該基地是從紐約市和基韋斯特到巴拿馬運河，波多黎各，牙買加及千里達及托巴哥群島的商船護航隊的重要分发及補給點。

### 戰後

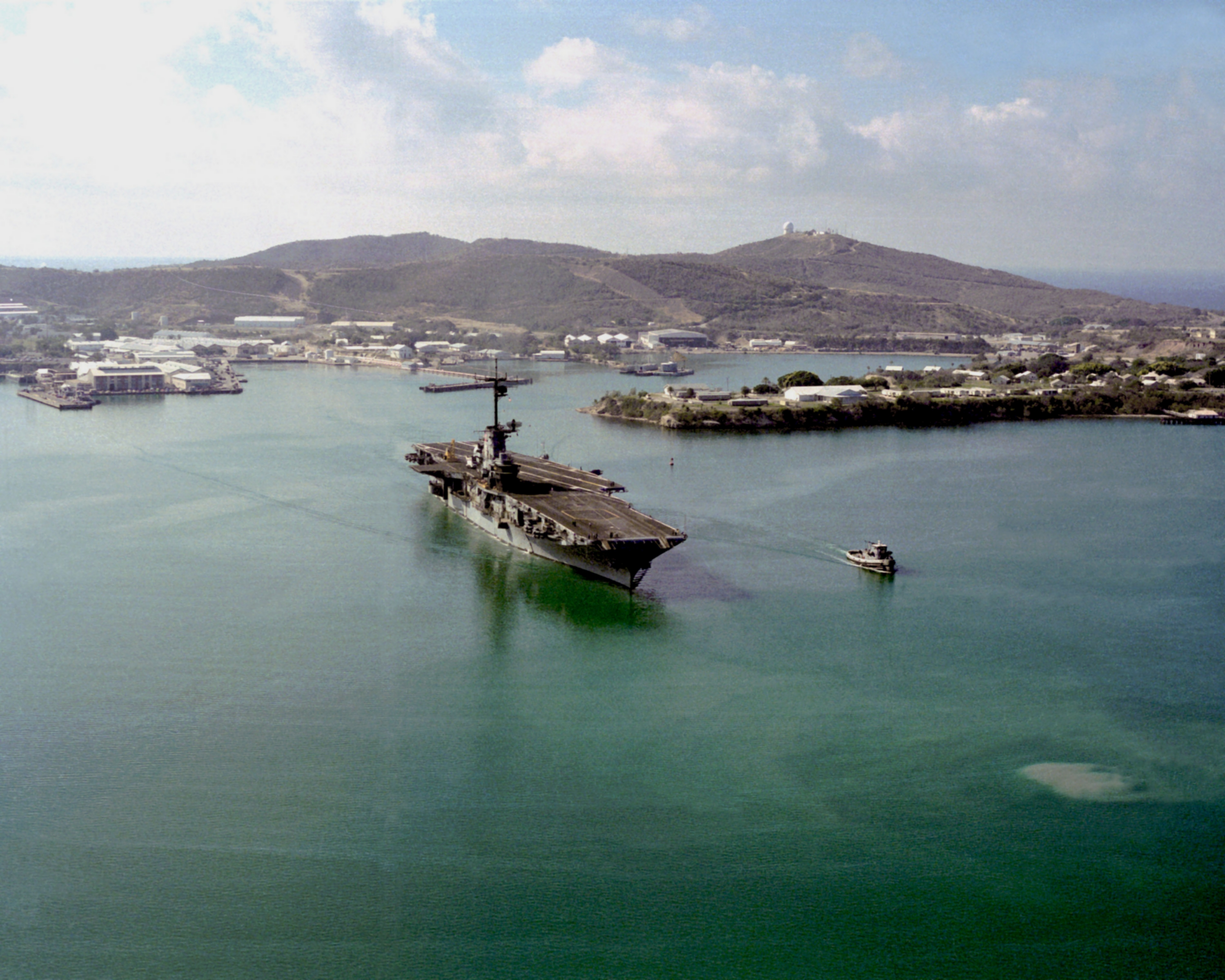
列克星頓號航空母艦離開關塔那摩，攝於1991年

直到古巴革命之前，成千上萬的古巴人每天從基地外面通勤到內部工作。在1958年中，車輛停止了通行，在基地工作的工人被要求步行穿過基地的幾個大門。公共汽車幾乎在一夜之間被迫投入服務，以疏導工人往返大門的人潮。
1962年古巴導彈危機期間，軍事人員的家屬被從基地撤離。在10月22日收到疏散通知後，疏散人員被告知要為每個家庭成員收拾一個手提箱，攜帶疏散和免疫卡，將寵物綁在院子裡，把房子的鑰匙留在餐桌上，並在房子前等候公交車。家屬隨後前往機場飛往美國，或前往登上港口的疏散船。危機解決後，家屬於1962年12月獲准返回基地。
從1939年開始，基地的水是通過從亞特拉斯河向基地東北約7公里處取水的管道提供的，每天約供给9,000立方米的水，美國政府為此在1964年前每月支付約$14,000美金。1964年，古巴政府停止向基地供水。該基地的蓄水量約為50,000立方米，並立即實行嚴格的節水措施。美國首先通過駁船從牙買加進口水，然後從聖地亞哥洛馬角搬遷了一家海水淡化廠。當古巴政府指責美國竊水時，時任基地指揮官約翰·布爾克利下令切斷並拆除一段輸水管道，將兩段分別直徑36厘米，長97厘米和直徑25厘米，長51厘米的管道從地面抬起，並密封開口。

### 21世紀
2005年，美國海軍在基地完成了一項1200萬美元的風力發電項目，安裝了四台950千瓦，275英尺高的風力發動機，從而減少因主力使用柴油發電機提供電力所產生的柴油燃料需求。在2006年，風力渦輪機全年減少了65萬加侖的柴油消耗。
到2006年，只有兩名年長的古巴人路易斯·德拉羅薩（英語：Luis Delarosa）和哈里·亨利（英語：Harry Henry）仍每天穿越基地的東北門在基地工作，因為古巴政府自革命以來一直禁止美國招募新工人。他們都於2012年底退休。
2009年1月，時任美國總統奧巴馬簽署了行政命令，指示中央情報局關閉其轄下的「秘密監獄」，並命令在一年之內關閉關塔那摩灣拘留營。但是，他將關於細節的艱難決定推遲了至少六個月。2011年3月7日，奧巴馬總統發布了一項行政命令，允許繼續無限期關押關塔那摩拘留營的被拘留者。《2012年度美国国防授权法案》授權無限期拘留可疑恐怖分子，但有關部分的執行受到聯邦法院在2012年5月16日赫奇斯訴奧巴馬案臨時阻止，經過一系列上訴後，訴訟因為原告人缺乏訴訟資格而撤消。拘留中心至今仍在運營中。
在2013年的聯合國人權理事會上，古巴外交部長要求美國歸還基地和自1898年美西戰爭期間美國入侵古巴以來的「被佔領領土」。

## 仙人掌幕

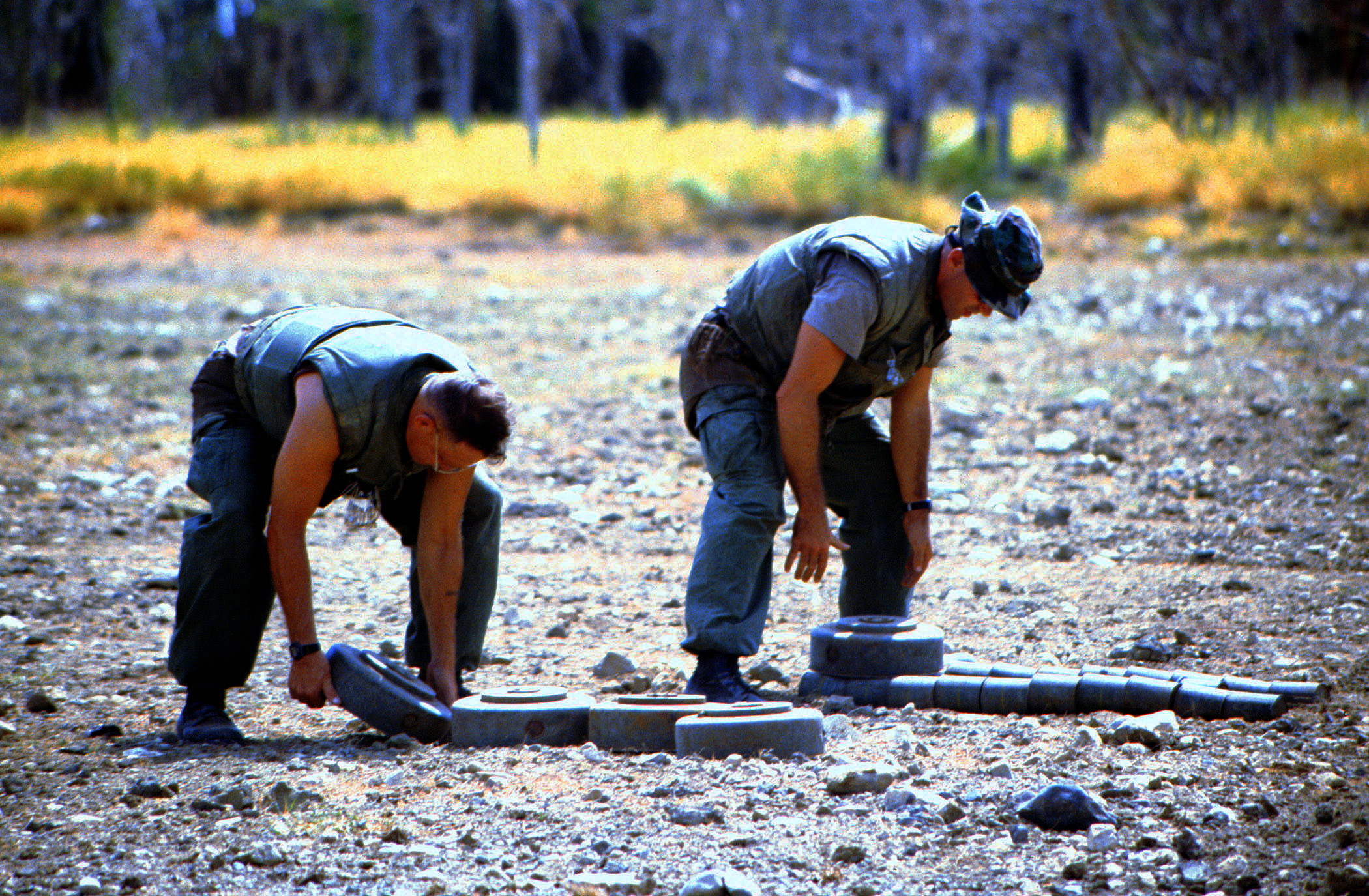
美國海軍陸戰隊將地雷堆積起來進行後續處理，攝於1997年7月

「仙人掌幕」是一個描述將海軍基地與古巴控制的領土分隔開的界線的術語。古巴革命後，一些古巴人在關塔那摩灣海軍基地尋求庇護。1961年秋天，古巴軍隊在基地周圍27公里圍欄的東北部分，種植了13公里的仙人掌屏障，以阻止古巴人逃離古巴前往美國尋求庇護。美國稱它為仙人掌幕，影射歐洲的铁幕，東亞的竹幕和白令海峽類似的冰幕。
美國和古巴軍隊在海軍基地周圍的無人區上放置了約55,000枚地雷，創造了世界最大的雷区。1996年5月16日，比爾·克林頓下令掃除美國基地上的地雷，以動作和聲音傳感器取代地雷來檢測基地的入侵者。古巴政府則尚未在外圍地區掃除其相應的雷區。

## 拘押中心

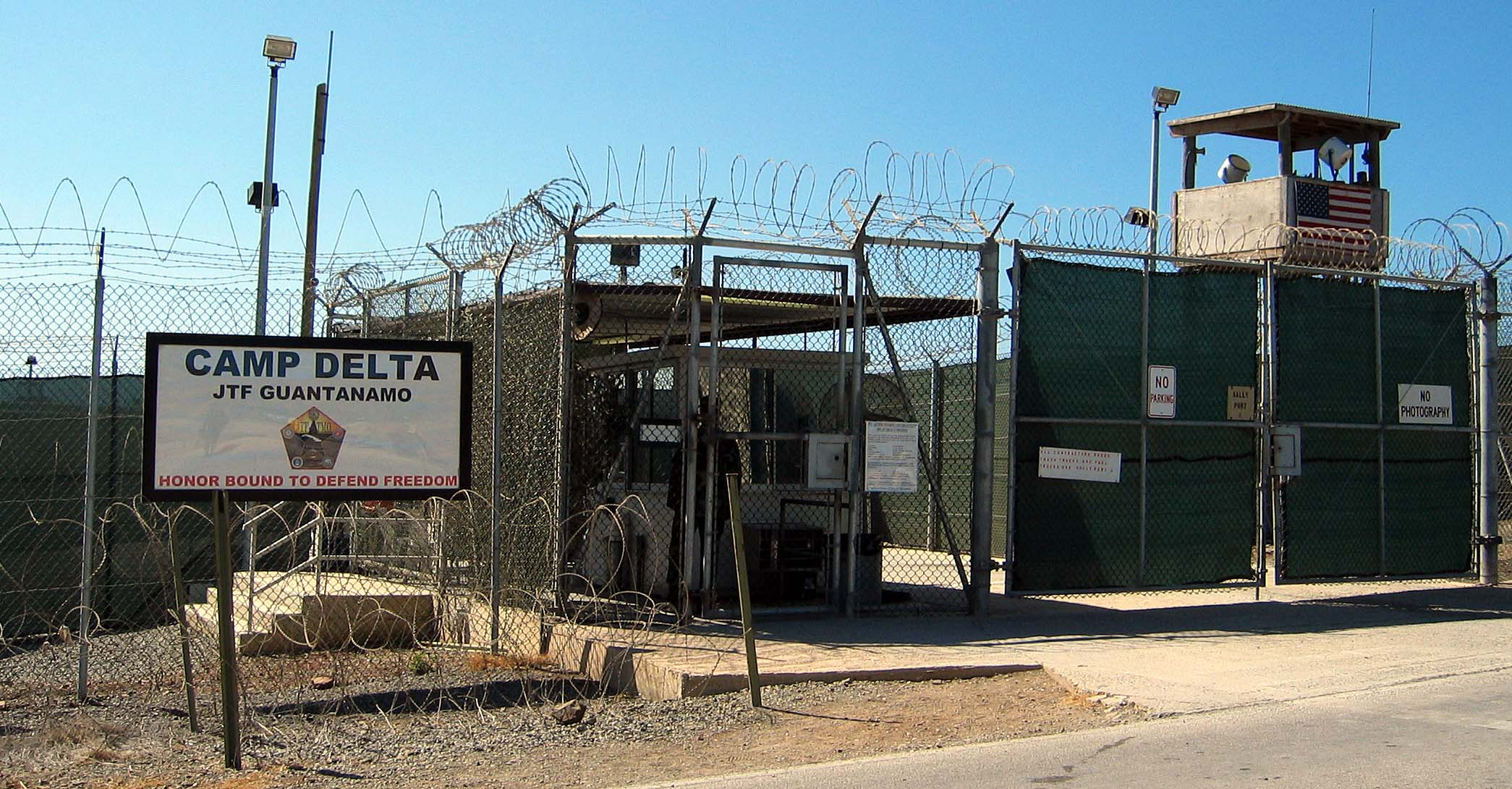
三角洲拘留營1號營的入口

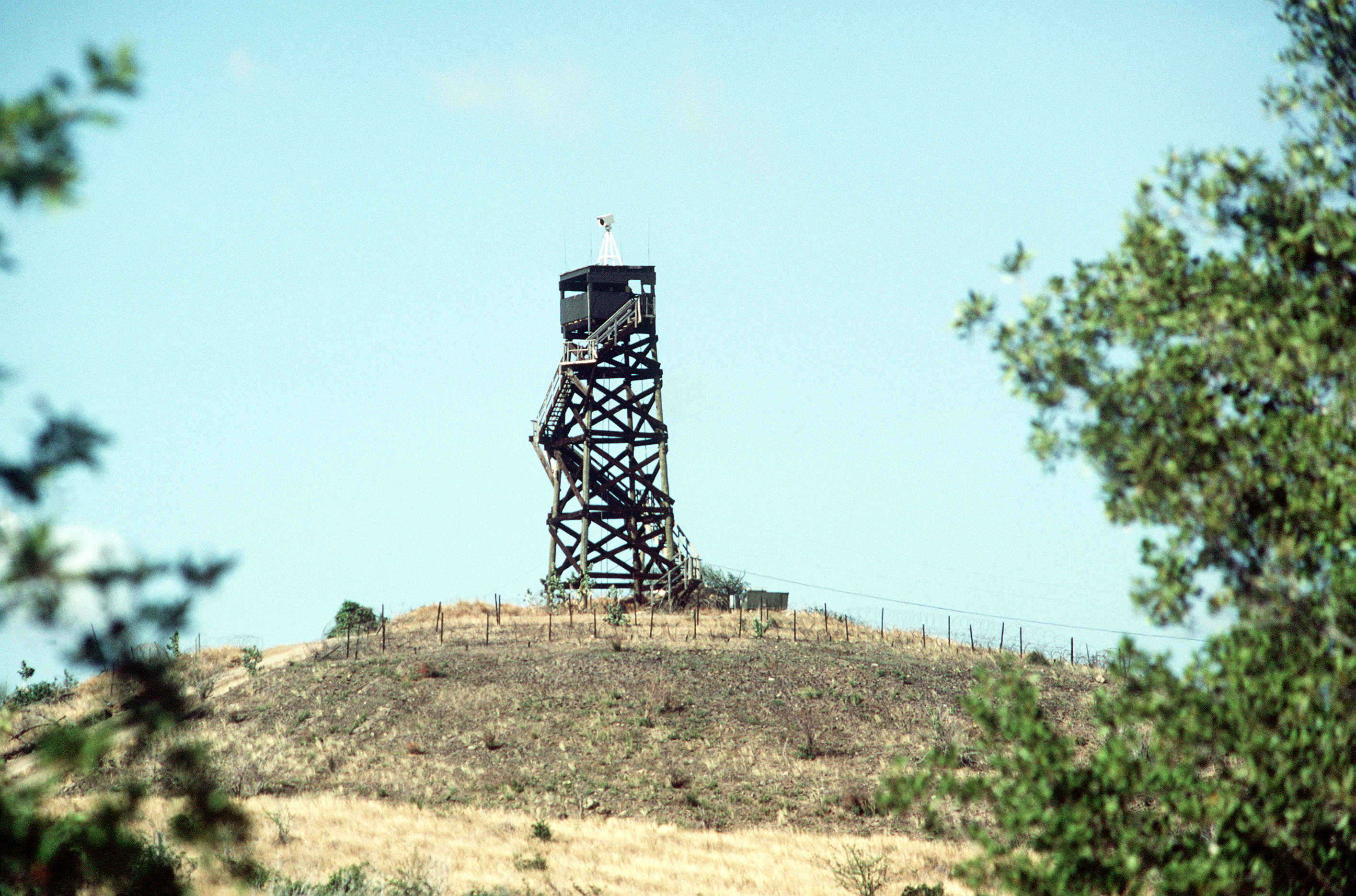
關塔那摩灣的一棟警衛塔，攝於1991年

在20世紀後半葉，該基地被用來收容在公海攔截的古巴和海地難民。 
1990年代初期，在海地總統让-贝特朗·阿里斯蒂德被推翻後，該基地被用來收容逃離海地的難民。這些難民被關押在一個名為布爾克利營的拘留區，直到美国联邦地区法院法官小斯特林·約翰遜於1993年6月8日宣布該拘留營違憲。此判決後來被撤銷。1995年11月1日，最後一批海地移民離開了關塔那摩。
從2002年開始，即在針對九一一袭击事件發動的反恐戰爭之後的幾個月，該基地的一小部分被用來拘留數百名敵方戰鬥人員，分別被關押在三角洲營，迴聲營，鬣蜥營和現已關閉的X射線營。美國軍方被指未經正式檢控程序就指控其中一些被拘留者與基地組織或塔利班有聯繫。在關於在基地被監禁者享有基本權利的訴訟中，美國最高法院裁定被拘留者已「被監禁在美國行使專屬管轄權和控制權的領土內。」因此，被拘留者享有美國憲法第五修正案規定的正當法律程序的基本權利。此後，美國地方法院裁定「日內瓦公約適用於塔利班被拘留者，但不適用於基地組織恐怖組織的成員。」
2006年6月10日，美国国防部報告三名關塔那摩灣被拘留者自殺。軍方報告說，這些人被用床單和衣服製成的套索絞死。薛頓賀爾政策與研究中心對此事件發表了一項研究，當中雖然未對實際發生的事情做出任何結論，但斷言軍事調查未能解決該報告中詳述的重要問題。
2006年9月6日，時任總統喬治布殊宣布，由中央情報局拘留的涉嫌或非涉嫌戰鬥人員將移交給國防部拘留，並關押在關塔那摩監獄。關塔那摩灣約500名囚犯中，關塔那摩軍事委員會僅審判了10名囚犯，其餘所有案件均被擱置，等待作出調整以符合美國最高法院在哈姆迪訴拉姆斯菲爾德案中的裁決。
奧巴馬參選2008年美國總統選舉時說他打算關閉拘留所，並承諾會於2009年把它關閉。2009年1月22日，他發布了三項行政命令，其中一個明確涉及關塔那摩灣拘留營的政策，並指示在一年內關閉該營。這三個行政命令都可能對拘留中心以及美國如何拘留被拘留者產生影響。在強制關閉拘留營的同時，整個海軍基地不受制於行政命令，並將繼續無限期運作。這項計劃在2009年5月20日被美國參議院投票否决，決定在可預見的將來讓關塔那摩灣的監獄保持開放，並禁止將任何被拘留者轉移到美國的設施中。
2018年1月30日，總統特朗普公布了一份新簽署的總統行政命令，下令繼續開放關塔那摩灣監獄，推翻前總統奧巴馬簽署關閉關塔那摩的行政命令。

## 商業

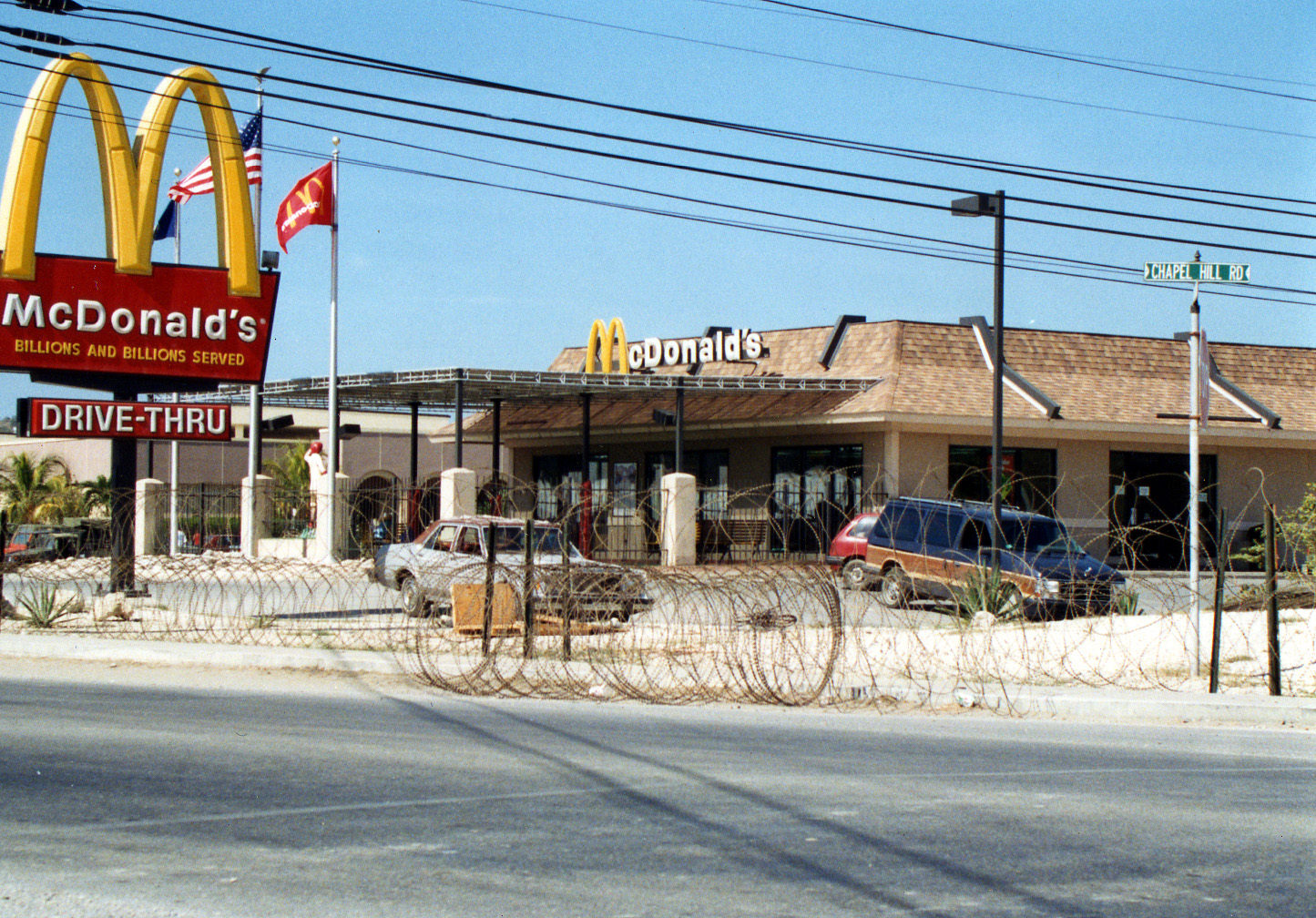
在關塔那摩灣的麥當勞

在1980年代開業的31冰淇淋是最早被允許在基地開店的連鎖店。在1986年初，該基地增設了古巴第一家也是唯一一家麥當勞餐廳。2002年開設了一家赛百味。2004年，在保齡球館開設了一家肯德基和艾德熊組合餐廳，並增設了必勝客。還有一家咖啡店出售31冰淇淋和星巴克咖啡，還有一家合併的肯德基和塔可鐘餐廳。
基地的所有餐館均由美國海軍擁有和專營權。這些餐館的所有收益均用於支持服役軍人及其家人的士氣、福利和娛樂活動。

## 機場
基地內有兩個機場，背風角機場和麥考拉機場。背風角機場是活躍的軍用機場，ICAO代碼為MUGM，IATA代碼為NBW。而麥考拉機場則在1970年被指定為輔助著陸場。
背風角機場建於1953年，是關塔那摩灣海軍航空站的一部分。背風角機場有一條跑道，長2,400米。舊跑道長2,600米。背風角機場在1993年第10中隊被逐步淘汰前一直是該部隊的所在地，目前負責運營數架支持基地運營的飛機和直升機。
麥考拉機場成立於1931年，一直運營到1970年。在麥考拉機場常規運行的飛機包括JRF-5、N3N、J2F、C-1商人式運輸機和飛船。該機場有3條分別長1,400米，670米和560米的跑道，現在被列為停飛機場。

## 教育
國防部教育活動部在基地開設了兩所學校為服役軍人的受撫養人員提供教育。兩所學校均以海軍少將威廉·托馬斯·桑普森命名。桑普森小學開設K-5年級，桑普森高中開設6-12年級。Villamar兒童發展中心為六周至五歲的受撫養人提供托兒服務。軍眷與士氣福利休閒司令部亦設有一個青年中心，為家屬提供活動。

## 氣候
關塔那摩灣海軍基地的年降雨量約為61.5厘米。低降雨量使基地被歸類為古巴唯一的半乾旱沙漠環境。基地的年平均高溫為31.2 °C（88.2 °F），年平均低溫為22.5 °C（72.5 °F）。
| 關塔那摩灣        | 關塔那摩灣 | 關塔那摩灣 | 關塔那摩灣 | 關塔那摩灣 | 關塔那摩灣 | 關塔那摩灣 | 關塔那摩灣 | 關塔那摩灣 | 關塔那摩灣 | 關塔那摩灣 | 關塔那摩灣 | 關塔那摩灣 | 關塔那摩灣  |
| 月份              | 1月        | 2月        | 3月        | 4月        | 5月        | 6月        | 7月        | 8月        | 9月        | 10月       | 11月       | 12月       | 全年        |
| ----------------- | ---------- | ---------- | ---------- | ---------- | ---------- | ---------- | ---------- | ---------- | ---------- | ---------- | ---------- | ---------- | ----------- |
| 平均高温 °F（°C） | 84 (29)    | 84 (29)    | 86 (30)    | 88 (31)    | 88 (31)    | 90 (32)    | 91 (33)    | 91 (33)    | 91 (33)    | 90 (32)    | 88 (31)    | 86 (30)    | 88.2 (31.2) |
| 平均低温 °F（°C） | 68 (20)    | 68 (20)    | 70 (21)    | 72 (22)    | 73 (23)    | 75 (24)    | 75 (24)    | 75 (24)    | 75 (24)    | 75 (24)    | 73 (23)    | 70 (21)    | 72.5 (22.5) |
| 平均降水量 （cm） | 1.0 (2.5)  | 0.9 (2.3)  | 1.2 (3)    | 1.3 (3.3)  | 3.6 (9.1)  | 2.1 (5.3)  | 1.1 (2.8)  | 1.9 (4.8)  | 3.1 (8)    | 5.1 (13)   | 1.8 (4.6)  | 1.1 (2.8)  | 24 (62)     |
| 来源：Weatherbase |            |            |            |            |            |            |            |            |            |            |            |            |             |

## 知名人士
出生在海軍基地的著名人物包括演員彼得·褒曼和美國吉他手艾薩克·蓋爾利。

## 延伸閱讀
- Jonathan M. Hansen, Guantánamo: An American History. New York: Hill and Wang, 2011.
- Alfred de Zayas, "The Status of Guantanamo Bay and the Status of the Detainees" in University of British Columbia Law Review, vol. 37, July 2004, pp. 277–34;, A de Zayas Guantanamo Naval Base in Max Planck Encyclopedia of Public International Law, Oxford University Press 2012)

## 外部連結
Official U.S. Military website
- CNIC Naval Station Guantanamo Bay Official Website （页面存档备份，存于）

Maps and photos
- Google Maps
- Virtual 3D Walkthrough of Camp Delta (from the Art project Zone*Interdite) （页面存档备份，存于）